# Slaná (Semilyi járás)
Slaná település Csehországban, Semilyi járásban. Slaná Semily, Benešov u Semil, Tatobity, Stružinec, Košťálov és Chuchelna településekkel határos. Lakosainak száma 682 fő (2024. január 1.).

## Népesség
A település lakosságának változását az alábbi diagram mutatja:
| Lakosok száma | 1267 | 1418 | 1372 | 999  | 749  | 632  | 684  | 683  | 666  | 682  |
|               | 1869 | 1890 | 1921 | 1950 | 1980 | 2001 | 2017 | 2019 | 2022 | 2024 |